# Henri de Saussure
Henri Louis Frédéric de Saussure (Genève, 27 november 1829 - aldaar, 20 februari 1905) was een Zwitserse zoöloog en mineraloog. Hij was een entomoloog die gespecialiseerd was in de studie van vliesvleugeligen en rechtvleugeligen. Als taxonoom beschreef Saussure tijdens zijn loopbaan vele nieuwe soorten en geslachten.

## Biografie
De Saussure was de kleinzoon van Horace Benedict de Saussure, de vader van de linguïst Ferdinand de Saussure en René de Saussure en de overgrootvader van actrice Delphine Seyrig. Hij trouwde in 1856 met Louise gravin de Pourtalès (1837-1906), tante van de schrijver Guy de Pourtalès. 
Hij studeerde aan het landbouwkundig instituut Fellenberg te Hofwyl in Zwitserland met François Jules Pictet de la Rive die hem introduceerde in de entomologie. Vervolgens voltooide hij zijn studie in Parijs, waar hij afstudeerde aan de Faculteit van Parijs en promoveerde aan de universiteit van Giessen. Hij wijdde zich aan de studie van de Hymenoptera en de bijen. In 1852 publiceerde Saussure zijn eerste wetenschappelijke paper over solitaire wespen. Twee jaar later reisde hij naar het Caribische gebied, Mexico en naar de Verenigde Staten, waar hij een ontmoeting had met Louis Agassiz.  
Hij keerde terug naar Zwitserland in 1856 met een collectie insecten, duizendpoten, schaaldieren, vogels en zoogdieren. Hij was tevens geïnteresseerd in geografie, geologie en volkenkunde. In 1858 nam Saussure deel aan de oprichting van het Aardrijkskundig Genootschap van Genève, waarvan hij enkele jaren voorzitter van was. Acht jaar later ontving hij de Legioen van Eer vanwege zijn prestaties op wetenschappelijk en agronomisch gebied.  Saussure schonk zijn collectie insecten aan het Natuurhistorisch Museum van Genève. In 1872 werd hij erelid van de Royal Entomological Society of London.

## Werken
- Etudes sur la famille des vespides, drie delen, Genève, J. Cherbuliez en Parijs, V. Masson, 1852-1858.
- "Mélanges hyménoptérologiques" in Mémoires de la Société de physique et d'histoire naturelle de Genève, deel 14, 1855, p. 1-67, deel 17, 1864, p. 129-244.
- Essai d'une faune des myriapodes du Mexique avec la description de quelques espèces des autres parties de l'Amérique, Genève, Fick, 1860.
- "Note sur quelques mammifères du Mexique" in Revue et magasin de zoologie, Parijs, 23e jaargang, p. 5-494.
- Coup d'oeil sur l'hydrologie du Mexique, principalement de la partie orientale : accompagné de quelques observations sur la nature physique de ce pays, Genève, Fick, 1862.
- Catalogue des espèces de l'ancien genre Scolia, contenant les diagnoses, les descriptions et la synonymie des espèces avec des remarques explicatives et critiques = Catalogus specierum generis Scolia (sensu latiori), Genève, H. Georg en Parijs, V. Masson, 1864 (samen met Jules Sichel).
- Hymenoptera, Wenen, Kaiserlich-königliche Hof- und Staatsdruckerei, 1868.
- Etudes sur les myriapodes, Parijs, Imprimerie nationale, 1872 (samen met A. Humbert).
- Synopsis of American wasps, Washington, Smithsonian institution, 1875.
- Prodrome des oedipiens : insectes de l'ordre des orthoptères, Genève, H. Georg, 1888.
- Histoire naturelle des hyménoptères, drie delen, Parijs, Imprimerie nationale, 1890-1892.
- Histoire naturelle des orthoptères, Parijs, Imprimerie nationale, 1895.
- Myriapodes de Madagascar, Parijs, Imprimerie nationale, 1902 (samen met Leo Zehntner).